# Autobusy miejskie w Świnoujściu
Komunikację miejską w Świnoujściu obsługuje przewoźnik drogowy Komunikacja Autobusowa w Świnoujściu. Obsługuje on kilkanaście linii miejskich (w tym linię nocną N) oraz jedną linię podmiejską (10).

## Historia
1 maja 1957 roku zainaugurowano funkcjonowanie komunikacji miejskiej, uruchamiając trzy linie autobusowe. 
- Linia 1 kursowała na trasie Kapitanat Portu (Prom) – ulica Wojska Polskiego,
- linia 2 łączyła Kapitanat Portu z ulicą Gdyńską,
- linia 3 prowadziła z Kapitanatu Portu do ulicy Małopolskiej, przy czym niektóre jej kursy były wydłużane na Karsibór oraz do Wydrzan na wyspie Uznam[1].

## Autobusowa komunikacja miejska w Świnoujściu (do 1978)
W 1978 roku sieć autobusowa w Świnoujściu obejmowała osiem dziennych linii oraz jedną nocną:
- Linia 1: Kapitanat Portu – Władysława IV – Armii Czerwonej[a] – Plac Wolności – Bohaterów Stalingradu[b] – Słowackiego – Moniuszki – Grottgera – Bursztynowa – Graniczna – osiedle Posejdon
- Linia 2: Kapitanat Portu – Władysława IV – Armii Czerwonej – Plac Wolności – Grunwaldzka – Wilków Morskich – Kołłątaja – Gdańska – Toruńska – Szkolna – Wielkopolska
- Linia 3: Kapitanat Portu – Władysława IV – Armii Czerwonej – Plac Wolności – Grunwaldzka – Wilków Morskich – Kołłątaja – Poznańska – Szkolna – Wielkopolska – Mazowiecka – Krzywa – Wydrzany
- Linia 4: Wielkopolska – Gdańska – Matejki – Chopina – Słowackiego – Prusa
- Linia 5: Dworzec PKP – Okólna – droga E14[c] – Ludzi Morza – Ognica – Karsibór
- Linia 6: Kapitanat Portu – Władysława IV – Armii Czerwonej – Plac Wolności – Żymierskiego – Wojska Polskiego – przejście graniczne
- Linia 7: Dworzec PKP – droga E14 – Przytór – Łunowo
- Linia 8: Dworzec PKP – Ludzi Morza – droga E14 – Przytór – Łunowo – Niepodległości – Kolejowa – Dworzec PKP w Międzyzdrojach[2]

W porze nocnej funkcjonowała linia "N", kursująca przez główne ulice zachodniej części miasta.

## Lata 90. XX wieku
W lutym 1993 roku zlikwidowano linię nr 8 kursującą do Międzyzdrojów. W jej miejsce uruchomiono połączenia obsługiwane przez Prywatny Zakład Komunikacji Miejskiej na trasie Świnoujście – Międzyzdroje. Początkowo autobusy kursowały pod dotychczasowym numerem 8, a następnie oznaczono je numerem 88.

## Początek XXI wieku
Od połowy lipca 2005 roku autobusy komunikacji autobusowej ponownie zaczęły obsługiwać trasę do Międzyzdrojów dzięki uruchomieniu linii nr 10. W roku 2005 linię autobusową tworzyło dziesięć linii autobusowych, w tym jedna sezonowa oraz jedna transgraniczna, która do wejścia Polski do strefy Schengen składała się z dwóch osobnych linii: 9 (po polskiej stronie granicy) i U14 (po niemieckiej stronie granicy) skomunikowanych ze sobą na granicy oraz o wspólnym bilecie. Od 31 sierpnia 2008 otrzymała numer 290/291. Świnoujski przewoźnik obsługiwał ją (początkowo we współpracy z Ostseebus a później po przejęciu przez Usedomer Bäderbahn) do 31 grudnia 2015 roku. Linia łączyła Świnoujście z niemieckimi uzdrowiskami Ahlbeck, Heringsdorf, Bansin. Od 1 stycznia 2016 linia została skrócona do pętli Wojska Polskiego-Granica zlokalizowanej w pobliżu przejścia granicznego przy ulicy Wojska Polskiego. Od tej pory do Heringsdorfu  można dostać się pieszo lub pociągiem z przystanku kolejowego Świnoujście Centrum, który mieści się u zbiegu ulic Wojska Polskiego i 11 Listopada oraz innymi środkami transportu.  

### Układ linii (2005)
- 2. Kapitanat Portu - Osiedle Zachodnie
- 3. Kapitanat Portu - Wydrzany
- 4. Osiedle Posejdon - Wydrzany
- 5. Dworzec PKS, PKP - Karsibór
- 6. Kapitanat Portu - Mazowiecka
- 7. Dworzec PKS, PKP - Przytór, Łunowo
- 8. Kapitanat Portu - Granica Państwa
- 9. Centrum - Granica Państwa, a dalej Ahlbeck - Heringsdorf - Bansin, tzw. linia europejska, na granicy należało przesiąść się w inny autobus i można było kontynuować podróż na tym samym bilecie)[d]
- 10. Dworzec Świnoujście - Międzyzdroje
- Linia sezonowa. Dworzec - Latarnia Morska

W czerwcu 2006 roku sezonowa linia prowadząca do latarni morskiej otrzymała numer 1.   
W styczniu 2007 roku z pętli autobusowej przy Morskiej Stoczni Remontowej usunięto ostatnie stare oznakowania przystanków, charakterystyczne dla wcześniejszego systemu informacji pasażerskiej. W czerwcu tego samego roku wprowadzono zmiany w układzie komunikacyjnym – uruchomiono linię nr 11, kursującą początkowo na trasie od Kapitanatu Portu przez Dzielnicę Nadmorską, a od listopada przedłużoną do ulicy Matejki. Dokonano również korekty rozkładów jazdy linii 6 i 8. Wybrane kursy linii 10 z Międzyzdrojów zaczęły dojeżdżać do pętli przy Kawczej Górze. Uruchomiono linię "200" łączącą Anklam poprzez nowo otwarte Przejście graniczne Świnoujście-Garz i centrum miasta z Heringsdorfem. Obsługiwana ona była wraz z niemieckimi przewoźnikami "Ostseebus" i "Anklamer Verkehrsgesellschaft". Linia "11" została zlikwidowana 1 grudnia 2007 roku, a w 2008 linia 8. W 2013 roku KA Świnoujście obsługiwała już tylko pięć linii miejskich (A, B, 2, 5, 7), jedną linię podmiejską (10), dwie linie sezonowe (1, 6). W 2017 doszły dwie linie poza sezonem turystycznym: 6A i 6B, które już rok później zostały zastąpione całoroczną "6". W roku 2021 pojawiły się linia łączona 5+7 (Łunowo - Przytór - Warszów - Karsibór) oraz 8 i 77.  

## Zmiany w komunikacji miejskiej po otwarciu tunelu pod Świną
Otwarcie tunelu drogowego pod Świną w czerwcu 2023 roku istotnie wpłynęło na funkcjonowanie komunikacji miejskiej w Świnoujściu. Nowa przeprawa, łącząca wyspy Uznam i Wolin, umożliwiła poprowadzenie autobusów miejskich przez tunel, co przełożyło się na usprawnienie komunikacji między lewo- i prawobrzeżną częścią miasta oraz wprowadzenie nowych tras i zmian w istniejących liniach. Najważniejsze zmiany obejmowały:
- wydłużenie tras linii A i B – autobusy tych linii, dotychczas kursujące jedynie po wyspie Uznam, zostały poprowadzone przez tunel do nowego węzła przesiadkowego na Warszowie, zlokalizowanego przy dworcu PKP. Trasy wydłużono o około 9 km. Częstotliwość kursów w godzinach szczytu wynosiła 30 minut, a poza szczytem 40–60 minut. Rozkład jazdy został skoordynowany z ruchem pociągów oraz godzinami pracy i nauki[5].
- uruchomienie linii tunelowych:
  - linia 5T – połączyła bezpośrednio Karsibór z centrum miasta. Trasa rozpoczyna się przy Kapitanacie Portu, a kończy przy kościele w Karsiborze. Zaplanowano po trzy kursy poranne i popołudniowe, dostosowane do godzin pracy i nauki.
  - linia 7T – skomunikowała osiedle Przytór–Łunowo z wyspą Uznam, również przez tunel. Autobusy kursowały w tych samych porach, co linia 5T. Tradycyjna linia 7 zachowała dotychczasowy przebieg – z pętli w Przytorze przy ul. Zalewowej do dworca PKP.
- zmiany w trasach innych linii:
  - linia 2 – zamiast do Kapitanatu Portu, skierowana została w okolice szpitala.
  - linia 6 – kursuje nowym przebiegiem: z pominięciem ul. Grunwaldzkiej, przez Obwodnicę Wschodnią, w pobliżu cmentarza i parkingu.

Miejska spółka zadeklarowała dalsze zmiany w oparciu o konsultacje społeczne prowadzone w ramach programu „Twój ruch”. Celem tych działań jest zmniejszenie ruchu samochodowego, ograniczenie emisji zanieczyszczeń oraz poprawa dostępności transportu publicznego. Najdłuższa z linii autobusowych po zmianach liczy 37,5 km długości.
W związku z rosnącymi potrzebami przewozowymi, przewoźnik zapowiedział zakup 9 nowych pojazdów – 5 niskoemisyjnych i 4 elektrycznych – współfinansowanych ze środków unijnych oraz programu Polski Ład. Ceny biletów na liniach miejskich pozostały bez zmian.

## Linie autobusowe od otwarcia tunelu
Stan na 31 maja 2025 roku:
| Linia | Przebieg | źródło |
| ----- | --- | ------ |
| A     | Dworzec PKP - tunel - Portowa - Grunwaldzka - Karsiborska - Grunwaldzka - Wybrzeże Władysława IV - Mieszka I - Marszałka Józefa Piłsudskiego - Henryka Sienkiewicza - Juliusza Słowackiego - Artura Grottgera - Graniczna - Wojska Polskiego - Jana Matejki - Toruńska - Szkolna - Wielkopolska - Grunwaldzka - Portowa - tunel - Fińska - Dworzec PKP Linia okrężna ↺ (przeciwnie do ruchu wskazówek zegara) | [ 6 ]  |
| B     | Dworzec PKP - tunel - Portowa - Grunwaldzka - Juliana Markiewicza - Śląska - Jana Matejki - Wojska Polskiego - Franklina Delano Roosevelta - Graniczna - Artura Grottgera - Juliusza Słowackiego - Henryka Sienkiewicza - Fryderyka Chopina - Marszałka Józefa Piłsudskiego - Mieszka I - Wybrzeże Władysława IV - plac Wolności - Grunwaldzka - Karsiborska - Portowa - tunel - Fińska - Dworzec PKP Linia okrężna ↻ (zgodnie z ruchem wskazówek zegara)                                                                | [ 6 ]  |
| 2     | Wydrzany Pętla - Krzywa - Grunwaldzka - Juliana Markiewicza - 11 Listopada - Jana Matejki - Konstytucji 3 Maja - Wybrzeże Władysława IV - Kapitanat Portu - Wybrzeże Władysława IV - plac Wolności - Konstytucji 3 Maja - Jana Matejki - 11 Listopada - Szkolna - Wielkopolska - Grunwaldzka - Krzywa - Wydrzany Pętla | [ 6 ]  |
| 5     | Karsibór - 1 Maja - Kościół - Łęgowa - 1 Maja - Mostowa - Ludzi Morza - Fińska - Dworzec PKP - Ludzi Morza - Mostowa - Norberta Barlickiego - Sosnowa - Norberta Barlickiego - Wolińska - Odrzańska - Zalewowa - Szmaragdowa - Sąsiedzka - 1 Maja - Łęgowa - 1 Maja - Karsibór | [ 6 ]  |
| 5T    | Karsibór - Łęgowa - 1 Maja - Mostowa - Ludzi Morza - tunel - Portowa - Grunwaldzka - Konstytucji 3 Maja - Mieszka I - Wybrzeże Władysława IV - Kapitanat Portu - Wybrzeże Władysława IV - plac Wolności - Grunwaldzka - Portowa - tunel - Ludzi Morza - Mostowa - 1 Maja - Łęgowa - Karsibór Linia będąca wariantem linii 5, dowożąca pasażerów bezpośrednio z Karsiboru do centrum z wykorzystaniem tunelu pod Świną.                                                                                                   | [ 6 ]  |
| 51    | kościół w Karsiborze - 1 Maja - Sąsiedzka - Zalewowa - Odrzańska - Dworzec w Przytorze - Podziemne miasto - Plaża Przytór - Podziemne miasto - Barlickiego - Terminal LNG - Ludzi Morza/Łąkowa - Dworzec Linia sezonowa i okazjonalna. Kursuje w weekend majowy, w czerwcu tylko w weekendy, w lipcu i sierpniu codziennie. | [ 6 ]  |
| 6     | Kapitanat Portu - Wybrzeże Władysława IV - plac Wolności - Marszałka Józefa Piłsudskiego - Henryka Sienkiewicza - Uzdrowiskowa - Juliusza Słowackiego - Artura Grottgera - Graniczna - Wojska Polskiego - 11 Listopada - Hugona Kołłątaja - Grunwaldzka - Karsiborska - Grunwaldzka - Krzywa - Wydrzany Pętla Linia jednokierunkowa. Powrót jako linia 66. | [ 6 ]  |
| 66    | Wydrzany Pętla - Krzywa - Grunwaldzka - Poza drogą publiczną - Karsiborska - Grunwaldzka - Hugona Kołłątaja - 11 Listopada - Wojska Polskiego - Franklina Delano Roosevelta - Graniczna - Artura Grottgera - Stefana Żeromskiego - Juliusza Słowackiego - Uzdrowiskowa - Fryderyka Chopina - Marszałka Józefa Piłsudskiego - Bolesława Chrobrego - Wybrzeże Władysława IV - Kapitanat Portu Linia jednokierunkowa. Powrót jako linia 6.                                                                                  | [ 6 ]  |
| 7     | Dworzec PKP - Norberta Barlickiego - Sosnowa - Norberta Barlickiego - Wolińska - Odrzańska - Zalewowa - Szmaragdowa - Zalewowa - Sąsiedzka - Wolińska - Norberta Barlickiego - Sosnowa - Ludzi Morza - Fińska - Dworzec PKP Linia 7 kursuje przez Łunowo i Przytór. Odwrotnie kursuje jako linia 77. | [ 6 ]  |
| 77    | Dworzec PKP - Norberta Barlickiego - Sosnowa - Norberta Barlickiego - Wolińska - Sąsiedzka - Zalewowa - Odrzańska - Wolińska - Norberta Barlickiego - Sosnowa - Ludzi Morza - Fińska - Dworzec PKP Linia 77 kursuje przez Przytór i Łunowo. Odwrotnie kursuje jako linia 7. | [ 6 ]  |
| 7T    | Kapitanat Portu - Wybrzeże Władysława IV - plac Wolności - Grunwaldzka - tunel - Fińska - Sosnowa - Norberta Barlickiego - Wolińska - Sąsiedzka - Zalewowa - Odrzańska - Wolińska - Norberta Barlickiego - Sosnowa - Ludzi Morza - tunel - Grunwaldzka - Konstytucji 3 Maja - Mieszka I - Wybrzeże Władysława IV - Kapitanat Portu Linia będąca wariantem linii 7, dowożąca pasażerów bezpośrednio z osiedli Przytór i Łunowo do centrum z wykorzystaniem tunelu pod Świną.                                              | [ 6 ]  |
| 9     | Kapitanat Portu - Prom - Chrobrego - Monte Cassino - Narutowicza - Chopina - Centrum - Piastowska-liceum - Kościuszki - Kołłątaja/11 Listopada - Bydgoska - Toruńska-Kościół - Toruńska-Szkolna - 11 Listopada/Szkolna - Matejki/11 Listopada - Matejki/Konstytucji 3 Maja - Piastowska-liceum - Piastowska-kościół - Chrobrego - Prom - Kapitanat Portu Tzw. linia szkolna. Wykonuje trzy kursy poranne dowożące dzieci i młodzież do szkół oraz cztery popołudniowe                                                    |        |
| 10    | Kapitanat Portu - Wybrzeże Władysława IV - plac Wolności - Grunwaldzka - tunel - Fińska - Norberta Barlickiego - Wolińska - Nowomyśliwska - Polna - Gryfa Pomorskiego - Niepodległości - Kolejowa - Międzyzdroje Dworzec PKP - Kolejowa - Gryfa Pomorskiego - Polna - Nowomyśliwska - Wolińska - Norberta Barlickiego - Ludzi Morza - tunel - Grunwaldzka - Konstytucji 3 Maja - Mieszka I - Wybrzeże Władysława IV - Kapitanat Portu Linia podmiejska. W odróżnieniu od linii miejskich posiada osobną taryfę biletową. | [ 6 ]  |
| N     | Kapitanat Portu - Prom - Plac Wolności - Grunwaldzka / Steyera (nż.) - Grunwaldzka / Karsiborska (nż) - Grunwaldzka / Nowokarsiborska (nż) - Fińska (nż.) - Dworzec - Fińska (nż.) - Grunwaldzka / Nowokarsiborska (nż.) - Grunwaldzka / Łużycka (nż.) - Grunwaldzka / Steyera (nż.) - Port - Prom - Kapitanat Portu Linia nocna. Jest to linia bezpłatna. Kursuje zamiast promów od 23 do 4 rano |        |

## Zmiany w układzie linii i kursach w 2025
W roku 2024 w Świnoujściu rozpoczął się proces modernizacji układu komunikacji miejskiej, którego pierwszym etapem była ankieta internetowa skierowana do mieszkańców. W marcu 2025 roku spółka komunikacyjna przeprowadziła szeroko zakrojone badanie opinii pasażerów, w którym wzięło udział 1600 osób. Oprócz tego przeanalizowano m.in. dane dotyczące frekwencji w autobusach oraz uwagi przesyłane przez pasażerów w formie pisemnej do sekretariatu spółki. Na podstawie zebranych informacji opracowano propozycję nowego układu tras, mającego na celu lepsze dostosowanie oferty do potrzeb mieszkańców Świnoujścia. 

### Linie autobusowe od 1 lipca 2025 lub 1 września
| Linia (z oznaczeniem koloru linii) | Przebieg | źródło              |
| ---------------------------------- | --- | ------------------- |
| 1                                  | dworzec PKP – terminal promowy – tunel – Karsiborska – Nowokarsiborska – Grunwaldzka – os. Zachodnie – Matejki – Wojska Polskiego – dworzec UBB – 11 Listopada – os. Zachodnie – Grunwaldzka – Nowokarsiborska – Karsiborska – tunel – dworzec PKP | [ 10 ] [ 6 ]        |
| 2                                  | Paprotno – os. Zachodnie – Matejki – Konstytucji 3 Maja – Port – Kapitanat Portu – Pl. Wolności – Konstytucji 3 Maja – Matejki – os. Zachodnie – Paprotno Oprócz „9" jedna z dwóch linii miejskich która zachowała swój przebieg | [ 6 ] [ 11 ]        |
| 3                                  | Grunwaldzka-Granica – Osiedle Zachodnie – 11 Listopada – Matejki – Wojska Polskiego – Moniuszki – Dzielnica Nadmorska – Nowojachtowa – Jachtowa – Kapitanat Portu – Jachtowa – Nowojachtowa – Uzdrowiskowa – Słowackiego – Moniuszki – Wojska Polskiego – Matejki – 11 Listopada – os. Zachodnie – Granica Garz | [ 6 ] [ 11 ]        |
| 4                                  | Paprotno – Grunwaldzka – Karsiborska – Grunwaldzka – Cmentarz – Konstytucji 3 Maja – Wojska Polskiego – Wojska Polskiego-Granica – Konstytucji 3 Maja – Grunwaldzka – Cmentarz – Grunwaldzka – Krzywa – Paprotno | [ 6 ] [ 11 ]        |
| 5                                  | Karsibór – 1 Maja – Mostowa – Ludzi Morza – Barlickiego – Fińska – tunel – Nowokarsiborska – os. Zachodnie – Matejki – Konstytucji 3 Maja – Port – Kapitanat Portu – Pl. Wolności – Konstytucji 3 Maja – Matejki – Os. Zachodnie – tunel – Warszów – Ognica – Karsibór | [ 6 ] [ 11 ]        |
| 6                                  | Dworzec PKP – terminal promowy – tunel – Karsiborska – Nowokarsiborska – Grunwaldzka – Pl. Kościelny – Piłsudskiego – Dzielnica Nadmorska – os. Posejdon – Dzielnica Nadmorska – Chopina – Centrum – Pl. Kościelny – Grunwaldzka – tunel - Dworzec PKP | [ 6 ] [ 11 ]        |
| 7                                  | Przytór – Łunowo – Przytór PKP – Terminal LNG – Barlickiego – Fińska – tunel – Steyera – Grunwaldzka – 11 Listopada – Konstytucji 3 Maja – Port – Chrobrego – Kapitanat Portu – Pl. Wolności – Konstytucji 3 Maja – 11 Listopada – Grunwaldzka – Steyera – tunel – Warszów – Łunowo – Przytór | [ 6 ] [ 11 ] [ 12 ] |
| 8                                  | Karsibór – Pomorska – Łunowo – Przytór – Łunowo – Pomorska – Karsibór jedyna linia, która będzie kursować tylko na prawobrzeżu | [ 6 ] [ 11 ]        |
| 9                                  | Kapitanat Portu – Prom – Chrobrego – Monte Cassino – Narutowicza – Chopina – Centrum – Piastowska-liceum – Kościuszki – Kołłątaja/11 Listopada – Bydgoska – Toruńska-Kościół – Toruńska-Szkolna – 11 Listopada/Szkolna – Matejki/11 Listopada – Matejki/Konstytucji 3 Maja – Piastowska-liceum – Piastowska-kościół – Chrobrego – Prom – Kapitanat Portu Tzw. linia szkolna. Wykonuje trzy kursy poranne dowożące dzieci i młodzież do szkół oraz cztery popołudniowe; Oprócz "2" jedyna z dwóch linii miejskich, która zachowała swój przebieg | [ 6 ] [ 11 ]        |
| 10                                 | Kapitanat Portu – szpital – plac Kościelny – Grunwaldzka – tunel – Fińska – Norberta Barlickiego – Przytór PKP – Wolińska - Łunowo – Lubiewo – Nowomyśliwska – Polna – Gryfa Pomorskiego – Niepodległości – Kolejowa – Międzyzdroje Dworzec PKP – Kolejowa – Gryfa Pomorskiego – Polna – Nowomyśliwska – Wolińska – Norberta Barlickiego – Ludzi Morza – tunel – Grunwaldzka – Piastowska – Szpital – Kapitanat Portu Linia podmiejska. W odróżnieniu od linii miejskich posiada osobną taryfę biletową.                                        | [ 6 ] [ 11 ]        |
| 11                                 | Karsibór – 1 Maja – Mostowa – Ludzi Morza – Dworzec PKP – tunel – Karsiborska – Grunwaldzka – Pl. Kościelny – Piastowska – Kapitanat Portu – Szpital – Pl. Kościelny – Grunwaldzka – Karsiborska – tunel – dworzec – Ognica – Karsibór | [ 13 ]              |
| N                                  | Kapitanat Portu – Prom – Plac Wolności – Grunwaldzka – tunel – Dworzec – tunel – Grunwaldzka – Port – Prom – Kapitanat Portu Linia nocna. Jest to linia bezpłatna. Kursuje zamiast promów od 23 do 4 rano |                     |